# Constante II
Constante II (em grego: Κώνστας Β'; romaniz.: Kōnstas II; em latim: Heraclius Constantinus ou Flavius Constantinus Augustus; 630 – 668), chamado também de Constantino, o Barbado (Kōnstantinos Pogonatos), foi imperador bizantino entre 641 e 668 e o último a servir como cônsul em 642. Constante é um apelido diminutivo dado ao imperador, nascido "Heráclio" e oficialmente chamado de "Constantino". O apelido se estabeleceu nos textos bizantinos da época e se tornou padrão na historiografia moderna.

## Biografia
Constante era filho de Constantino III (r. 641) e Gregória. Por causa dos rumores de que Heraclonas (r. 641) e Martina teriam envenenado Constantino III, Constante foi nomeado coimperador em 641. No mesmo ano, Heraclonas foi deposto e Constante II assumiu como imperador. Sua ascensão está diretamente relacionada à reação popular contra seu tio e à proteção do exército bizantino, liderador por Valentino. Embora o jovem imperador tenha feito um discurso no senado acusando Heraclonas e Martina de eliminar seu pai, Constante acabou reinando sob uma regência de senadores liderada pelo patriarca Paulo II de Constantinopla. Em 644, Valentino tentou tomar o poder, mas fracassou.
Sob Constante, os bizantinos se retiraram completamente do Egito em 642 e o califa Otomão (r. 644–656) lançou diversos ataques contra as ilhas do Mediterrâneo e do mar Egeu. Uma frota bizantina, liderada pelo almirante Manuel, ocupou Alexandria novamente em 645, mas, depois de uma vitória muçulmana no ano seguinte, a cidade teve que ser abandonada. A situação na cidade foi complicada pela violenta oposição do clero bizantino contra o monotelismo e pela revolta do exarca de Cartago, Gregório, o Patrício, por motivos similares. Gregório morreu em combate contra o exército do califa Otomão e a região permaneceu como um estado vassalo do Califado Ortodoxo até a irrupção da primeira guerra civil muçulmana que devolveu o controle ao Império Bizantino.
Constante tentou traçar uma linha intermediária na disputa entre a ortodoxia e o monotelismo ao se recusar a perseguir ambas e ao proibir mais discussões sobre as duas naturezas de Cristo em um decreto de 648 ("Tipo de Constante"). Naturalmente, esta abordagem de compromisso satisfez poucos entre os mais ferozes defensores de cada uma das posições. Enquanto isso, o avanço do califado permaneceu sem oposição. Em 647, os muçulmanos invadiram a Armênia e a Capadócia e saquearam Cesareia Mázaca. No mesmo ano, invadiram a África e assassinaram Gregório. Em 648, os árabes saquearam a Frígia e, no ano seguinte, lançaram a primeira expedição marítima contra Creta. Uma grande ofensiva contra a Cilícia e a Isáuria em 650-1 forçou o imperador à mesa de negociações com o governador da Síria em nome do califa Otomão, Moáuia I. A trégua que se seguiu permitiu algum fôlego e garantiu a Constante o controle da região ocidental da Armênia.
Em 654, porém, Moáuia retomou seus raides pelo mar, saqueando Rodes. Constante liderou uma frota para atacar os muçulmanos em Fenice (na costa da Lícia), em 655, na Batalha dos Mastros, mas foi derrotado: 500 navios bizantinos foram destruídos na batalha e o próprio imperador quase morreu. Antes da batalha, o imperador, segundo o Teófanes, o Confessor, teria sonhado estar em Tessalônica e este sonho teria predito sua derrota contra os árabes, pois a palavra "Tessalônica" é similar à frase "thes allo niken", que significa "dê a vitória a outro [o inimigo]". O califa Otomão estava se preparando para atacar Constantinopla, mas não conseguiu levar adiante seu plano por causa da irrupção da Primeira Fitna em 656.

Extensão do Império Bizantino na década de 650 durante o reinado de Constante II.

Em 658, com as fronteiras orientais sofrendo menos pressão, Constante derrotou os eslavos nos Bálcãs, reafirmando por algum tempo alguma noção de governo bizantino na região e reassentando alguns deles na Anatólia (c. 649 ou 667). Em 659, Constante realizou campanhas invadindo profundamente o território califal, aproveitando-se de uma revolta na Média. No mesmo ano, Constante firmou uma nova paz com os árabes. Essa paz permitiu que Constante voltasse sua atenção aos temas da igreja novamente. O papa Martinho I (r. 649–655) condenou o monotelismo e a tentativa do imperador de impedir completamente os debates sobre as naturezas de Cristo no Concílio de Latrão de 649. Por causa disso, Constante ordenou que o exarca de Ravena prendesse o papa. O exarca Olímpio se recusou, mas seu sucessor, Teodoro I Calíopas, realizou a ordem em 653. O papa Martinho foi levado a Constantinopla e condenado como criminoso, terminando seus dias exilado em Quersoneso, onde morreu em 655.
Porém, Constante ficava, à cada dia, mais temeroso de que seu irmão mais novo, Teodósio, poderia derrubá-lo, e acabou obrigando que ele fosse tonsurado e mandou matá-lo em 660. Os filhos de Constante, Constantino (r. 659–685), Heráclio (r. 659–681) e Tibério (r. 659–681), passaram a ser associados ao trono cerca de 659. Porém, por causa de sua baixa popularidade entre os habitantes de Constantinopla, Constante decidiu abandonar a capital e se mudou para Siracusa, na Sicília. Segundo Warren Treadgold, entre os anos de 659 e 661, os primeiros temas imperiais foram criados pelo imperador.
De lá, em 663, Constante lançou um ataque contra o Ducado de Benevento, controlado pelos lombardos, que na época dominava todo o sul da Itália. Aproveitando-se do fato de que o rei lombardo Grimoaldo I de Benevento estava ocupado contendo as forças francas da Nêustria, Constante desembarcou em Taranto e cercou Lucera e Benevento. Porém, esta resistiu e obrigou Constante a recuar para Nápoles. Durante a viagem, Constante foi derrotado por Mitola, conde de Cápua, perto de Pugna. O imperador ordenou que Saburro, comandante de seu exército, atacasse novamente os lombardos, mas acabou derrotado novamente em Forino, entre Avelino e Salerno. No mesmo ano, Constante visitou Roma por doze dias — o único imperador a pisar em Roma em duzentos anos — e foi recebido com grandes homenagens pelo papa Vitaliano (r. 657–672). Apesar de uma relação amigável com Vitaliano, Constante saqueou diversos edifícios, incluindo o Panteão, de seus ornamentos e seu bronze e, em 666, declarou que o bispo de Roma não tinha jurisdição sobre o arcebispo de Ravena, pois Ravena era a capital do exarcado, o principal representante do Império Bizantino na península Itálica. O mesmo ocorreu em suas passagens pela Calábria e Sardenha.

## Morte e sucessão
Rumores de que Constante estaria mudando a capital do Império para Siracusa foram provavelmente fatais para Constante. Em 15 de setembro de 668, o imperador foi assassinado durante o banho por seu camareiro com um balde segundo Teófilo de Edessa. Foi sucedido por seu filho, Constantino IV (r. 668–685). Uma breve tentativa de golpe em Sicília por Mezézio (r. 668–669) foi rapidamente esmagada pelo novo imperador.

## Família
Com sua esposa, Fausta, uma filha do patrício Valentino, Constante teve três filhos:
- Constantino, que o sucedeu.
- Heráclio, co-imperador entre 659 e 681.
- Tibério, co-imperador entre 659 e 681.